# Поздняков Микола Георгійович
Микола Георгійович Поздняков (1900 — 1948) — радянський діяч, дипломат, уповноважений ЦК ВКП(б) і РНК СРСР по Литовській РСР, повноважний представник СРСР у Литві. Депутат Верховної ради СРСР 1-го скликання (1941—1946).

## Життєпис
Член ВКП(б).
У 1931—1935 роках — перший секретар повноважного представництва СРСР у Фінляндії.
У 1936 році — перший секретар повноважного представництва СРСР у Німеччині.
У 1936—1938 роках — перший секретар повноважного представництва СРСР у Литві.
8 жовтня 1938 — 3 серпня 1940 року — повноважний представник СРСР у Литві.
У серпні 1940 — 1941 року — уповноважений ЦК ВКП(б) і РНК СРСР по Литовській РСР.
У 1942—1946 роках — голова всесоюзного зовнішньоторгівельного об'єднання (товариства) «Міжнародна книга».
Помер у 1948 році.

## Нагороди
- орден «Знак Пошани» (8.09.1945)
- ордени
- медалі